# Pernilla Tornemark
Betty Pernilla Tornemark, född 2 december 1985 i Gustav Adolfs församling i Kristianstads län, är en svensk före detta friidrottare (kortdistanslöpning och längdhopp) som tävlade för Malmö AI. Hon tog SM-guld på 400 meter inomhus år 2007 och längdhopp inomhus 2005.
Vid U23-EM i Debrecen, Ungern år 2007 deltog Tornemark tillsammans med Emma Agerbjer, Emma Björkman och Sofie Persson i det svenska stafettlaget som kom på en sjätteplats.
Tornemark avslutade sin karriär i samband med Finnkampen 2016.

## Personliga rekord
| Utomhus - 100 meter – 11,99 (Skara 6 juni 2016) - 100 meter – 11,91 (medvind) (Skara 6 juni 2014) - 200 meter – 24,09 (Uddevalla 1 augusti 2004) - 200 meter – 24,27 (Sundsvall 28 juli 2013) - 300 meter – 39,98 (Lerum 10 augusti 2001) - 400 meter – 54,88 (Eskilstuna 11 augusti 2007) - 400 meter häck – 1:02,17 (Köpenhamn, Danmark 26 juni 2008) - Längdhopp – 5,96 (Borås 9 juni 2004) - Längdhopp – 5,93 (Esbo, Finland 24 augusti 2002) - Längdhopp – 6,01 (medvind) (Esbo, Finland 24 augusti 2002) | Inomhus - 60 meter – 7,69 (Göteborg 25 februari 2005) - 200 meter – 24,53 (Göteborg 22 februari 2014) - 400 meter – 55,13 (Göteborg 25 februari 2007) - Längdhopp – 6,13 (Malmö 14 februari 2004) |

### Fotnoter
1. ↑  ”Stora SM 2007”. trackandfield.se. Arkiverad från originalet den 4 maj 2013. https://archive.is/20130504152109/http://www.proteamonline.se/storage/customers/978/editor/resultat%20sm%20i%20friidrott%202007.html. Läst 19 april 2013.
2. ↑  ”Stora SM 2012, dag 2”. swedishtiming.se. Arkiverad från originalet den 30 augusti 2012. https://web.archive.org/web/20120830084623/http://www.swedishtiming.se/resultat/120825.htm. Läst 16 april 2013.
3. ↑  ”Stora SM 2014, dag 2” (htm). trackandfield.se. Arkiverad från originalet den 3 december 2014. https://web.archive.org/web/20141203232700/http://www.trackandfield.se/resultat/2014/140802.htm. Läst 21 oktober 2014.
4. ↑  ”Stora SM 2015, dag 2”. trackandfield.se. Arkiverad från originalet den 6 juli 2016. https://web.archive.org/web/20160706161848/http://www.trackandfield.se/resultat/2015/150808.htm. Läst 31 oktober 2015.
5. ↑  ”Stora SM 2016”. Arkiverad från originalet den 23 augusti 2017. https://web.archive.org/web/20170823210252/http://212.247.216.72/friidrott/sm16/Resultat.php. Läst 1 november 2016.
6. 1 2 3  Wiger 2006, s. 246.
7. ↑  ”Stafett-SM 2006”. idrottonline.se. Arkiverad från originalet den 10 juni 2015. https://web.archive.org/web/20150610132850/http://www2.idrottonline.se/ImageVaultFiles/id_35895/cf_359/2006StafettSM.pdf. Läst 19 april 2013.
8. 1 2  ”Stafett-SM 2012”. trackandfield.se. Arkiverad från originalet den 19 november 2015. https://web.archive.org/web/20151119081103/http://www.trackandfield.se/resultat/2012/120908_09.htm. Läst 17 april 2013.
9. ↑  ”Stafett-SM 2013”. huddinge-friidrott.org. Arkiverad från originalet den 4 mars 2016. https://web.archive.org/web/20160304222253/http://www.huddinge-friidrott.org/tavlingar/13/stafettsm/resultat.htm. Läst 29 maj 2013.
10. 1 2 3  Wiger 2006, s. 251.
11. ↑  ”Stafett-SM 2008”. Arkiverad från originalet den 9 juni 2009. https://web.archive.org/web/20090609064617/http://www.stafett-sm.se/resultat. Läst 25 mars 2015.
12. ↑  ”Stafett-SM 2011” (pdf). Arkiverad från originalet den 6 april 2015. https://web.archive.org/web/20150406214723/http://www.proteamonline.se/storage/customers/2202/editor/resultat_2011/Stafett_SM_2011_Res.pdf. Läst 22 maj 2013.
13. ↑  ”Stafett-SM 2014” (pdf). idrottonline.se. Arkiverad från originalet den 2 april 2015. https://web.archive.org/web/20150402184643/http://www3.idrottonline.se/ImageVaultFiles/id_595198/cf_69694/resultat2014-05-27_2.PDF. Läst 25 mars 2015.
14. ↑  ”Stafett-SM 2016”. trackandfield.se. Arkiverad från originalet den 3 november 2016. https://web.archive.org/web/20161103233837/http://www.trackandfield.se/resultat/2016/160528.htm. Läst 1 november 2016.
15. 1 2  ”Stora inne-SM 2015, resultat”. archive.is. Arkiverad från originalet den 22 februari 2015. https://archive.is/20150222161525/http://livetiming.se/track/ism15/. Läst 29 mars 2015.
16. 1 2  ”Stora inne-SM 2004, resultat” (htm). goteborgfriidrott.se. Arkiverad från originalet den 12 november 2016. https://web.archive.org/web/20161112141637/http://www.goteborgfriidrott.se/globalassets/goteborgs-friidrottsforbund/dokument/resultat-och-statistik/resultatarkiv/2006-o-tidigare/040222ism.htm. Läst 21 april 2015.
17. 1 2  ”Stora inne-SM 2007, resultat” (htm). idrottonline.se. Arkiverad från originalet den 11 april 2015. https://web.archive.org/web/20150411214031/http://iof2.idrottonline.se/ImageVaultFiles/id_16670/cf_78/070225ism.HTM. Läst 12 april 2015.
18. 1 2  ”Stora inne-SM 2008, resultat” (pdf). mai.se. Arkiverad från originalet den 14 april 2015. https://web.archive.org/web/20150414002300/http://www.mai.se/resultat/resultat_inne-sm_2008.pdf. Läst 11 april 2015.
19. ↑  ”Stora inne-SM 2005, resultat” (pdf). mai.se. Arkiverad från originalet den 23 november 2015. https://web.archive.org/web/20151123081015/http://www.mai.se/resultat/resultatlista-ism.2005.pdf. Läst 12 april 2015.
20. ↑  ”Stora inne-SM 2012, resultat”. trackandfield.se. Arkiverad från originalet den 4 mars 2016. https://web.archive.org/web/20160304224853/http://www.trackandfield.se/Resultat/2012/120218_19.htm. Läst 19 juli 2012.
21. ↑  ”Stora inne-SM 2013, resultat”. trackandfield.se. Arkiverad från originalet den 20 februari 2013. https://web.archive.org/web/20130220083140/http://www.trackandfield.se/Resultat/2013/130215.htm. Läst 18 februari 2013.
22. ↑  ”Stora inne-SM 2014 dag 2, resultat”. trackandfield.se. Arkiverad från originalet den 4 mars 2016. https://web.archive.org/web/20160304223712/http://www.trackandfield.se/resultat/2014/140223.htm. Läst 29 januari 2015.
23. ↑  ”Stora inne-SM 2016, resultat”. livetiming.se. http://livetiming.se/track/ism16/. Läst 26 maj 2016.
24. 1 2 3 4 5 6 7 8 9 10 11 12  ”Personsida hos IAAF” (på engelska). iaaf.org. https://www.iaaf.org/athletes/sweden/pernilla-tornemark-198260. Läst 15 oktober 2018.
25. ↑  Sveriges befolkning 2000, Version 1.03, Sveriges Släktforskarförbund: Tornemark, Betty Pernilla
26. ↑  ”European Athletics U23 Championships - Debrecen 2007” (på engelska). european-athletics.org. http://www.european-athletics.org/competitions/european-athletics-u23-championships/history/year=2007/results/index.html. Läst 21 oktober 2017.
27. ↑  ”Pernilla Tornemark avslutar karriären”. Friidrottskanalen. 3 september 2016. Arkiverad från originalet den 26 november 2016. https://web.archive.org/web/20161126002702/https://friidrottstv.solidtango.com/video/pernilla-tornemark-avslutar-karriaren. Läst 25 november 2016.
28. 1 2 3 4 5 6 7 8 9  ”Personsida på European Athletics' webbplats” (på engelska). european-athletics.org. http://www.european-athletics.org/athletes/group=t/athlete=132913-tornemark-pernilla/index.html. Läst 15 oktober 2018.